# Castanea sativa
Châtaignier commun
Espèce
Synonymes
- Castanea vesca Gaertn.
- Castanea vulgaris Lam.

Classification phylogénétique
Répartition géographique
Statut de conservation UICN

 LC  : Préoccupation mineure
 Monde, Europe, France 
Le châtaignier commun (Castanea sativa Mill.) est un arbre à feuillage caduc, de la famille des fagacées, qui produit des fruits largement consommés par l'homme : les châtaignes. Lorsqu'il est en nombre sur un territoire délimité, il forme une châtaigneraie.
Les châtaignes, séchées dans des clèdes, furent pendant longtemps la base de l'alimentation humaine dans certaines régions d'Europe, généralement dépourvues d'agriculture céréalière, ce qui lui valut d'être considéré comme un 
« arbre nourricier » à valoriser. Dans d'autres régions, notamment autour de la mer Méditerranée, le châtaignier fut surnommé « arbre à pain » ou « pain des pauvres », car ses fruits y remplaçaient les céréales en période de disette.

## Étymologie
Châtaignier vient du latin castanea, lui-même dérivé du grec καστανέα / kastanéa. Ce mot est originaire d'Asie mineure. La ville du Pont Καστανέα / Kastanéa tire son nom de la châtaigne et non l'inverse ,.
Sativus signifie « semé, cultivé » en latin. Le châtaignier a été surnommé « arbre à pain » pour les qualités nutritives de ses fruits, transformables en farine. Il remplaçait les céréales dans une grande partie des Cévennes.

## Description
Le châtaignier est un arbre majestueux à cime large bien branchue et à croissance rapide. Il peut mesurer 25 à 40 m de haut, 4 mètres de diamètre et jusqu'à 40 m  d'envergure. Il a une grande longévité et peut dépasser le millénaire.
L’écorce jeune est lisse et de couleur brun verdâtre, puis devient brun foncé avec le rhytidome qui se fissure longitudinalement. Avec l'âge, ces rhytidomes tendant à se vriller selon une spirale lévogyre et le tronc a tendance à devenir creux.
Ses grandes feuilles caduques vert luisantes dessus sont de forme oblongue-lancéolée aiguë, aux bords en dents de scie et pétiole court. Elles sont disposées en spirale et peuvent mesurer jusqu'à 25 cm de long sur 4 à 8 cm de large). Elles sont riches en tanins (pour l’essentiel des tanins ellagiques tels que castalagine et vescalagine).
Cet arbre monoïque à croissance sympodiale fleurit de la mi-juin à la mi-juillet (les fleurs étant des chatons cylindriques jaune pâle), les chatons mâles, dressés à la floraison et disposés à la base des rameaux, apparaissent les premiers et répandent alors une forte odeur de sperme ou de miel, les chatons femelles se réunissent par trois et sont disposés plus au sommet.
L'espèce étant auto-stérile, il faut toujours planter au moins deux variétés compatibles entre elles pour obtenir des fruits (par exemple Marigoule et Belle épine).
D'après de récentes études de l'INRAE,, le châtaignier commun serait strictement entomophile et non anémophile ou ambophile comme supposé auparavant.
La bogue, involucre vert épineux, enveloppe les fruits et dissuade certains prédateurs de s'attaquer aux châtaignes. Elle correspond à une transformation des bractées. À l'intérieur de la bogue se trouvent les châtaignes, au nombre de 1 à 3, qui sont, au sens botanique, des fruits secs de type akènes enveloppés par une pellicule astringente et par un tégument.
On ramasse ou récolte les châtaignes à partir du mois d'octobre.

### Des organes floraux particuliers
Les fleurs du châtaignier commencent leur induction florale pendant la saison précédente (vers le milieu de l'été soit fin juillet dans l'hémisphère Nord, raison pour laquelle une bonne irrigation est utile à cette période). Toutes les fleurs (mâles et femelles) se trouvent sur le même arbre mais sont nettement séparées (diclines). Elles sont disposées en glomérules le long des chatons placés à l'aisselle des feuilles exclusivement sur les rameaux poussant de l'année.

Bogues
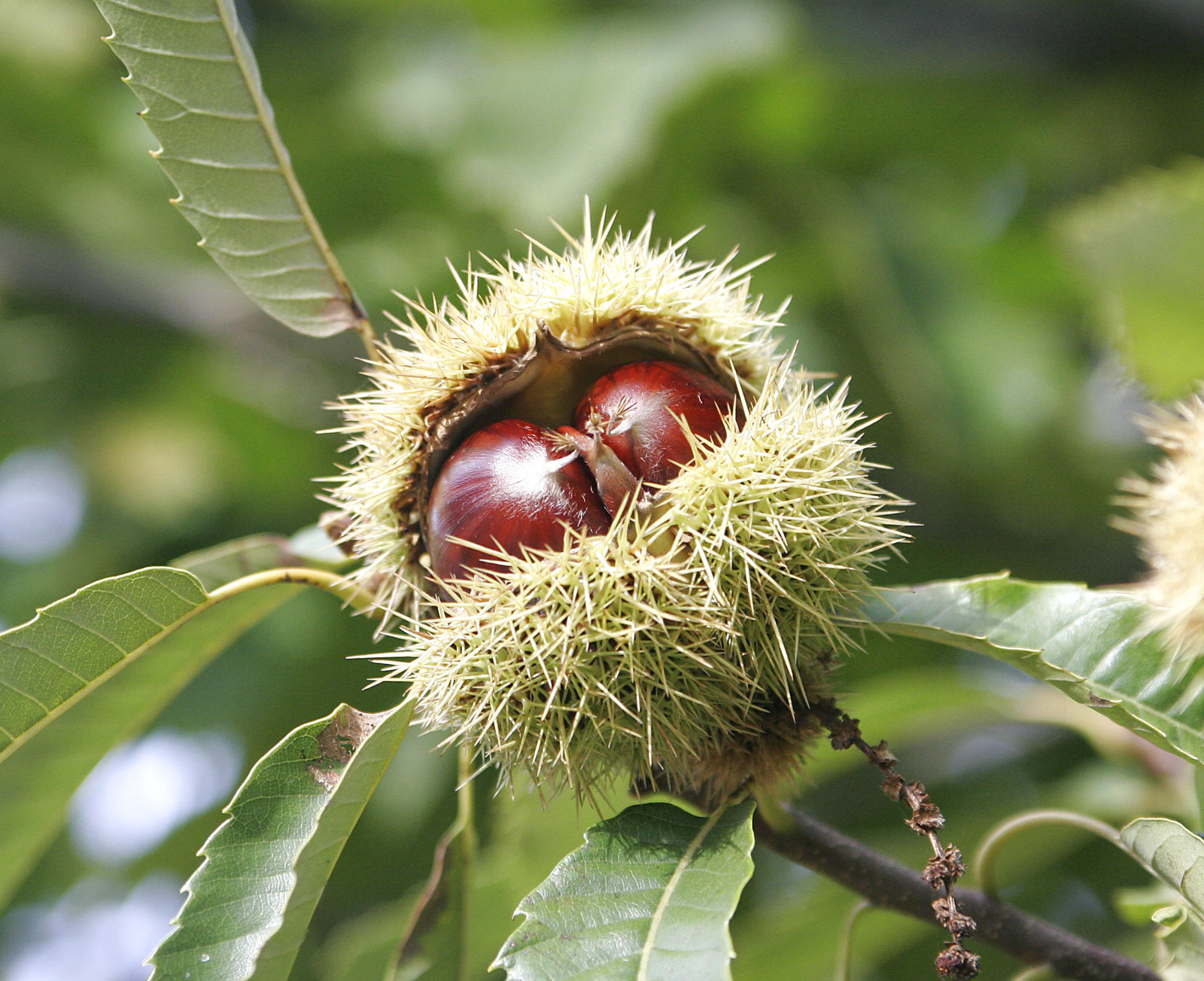
Une bogue ouverte dévoilant deux châtaignes.
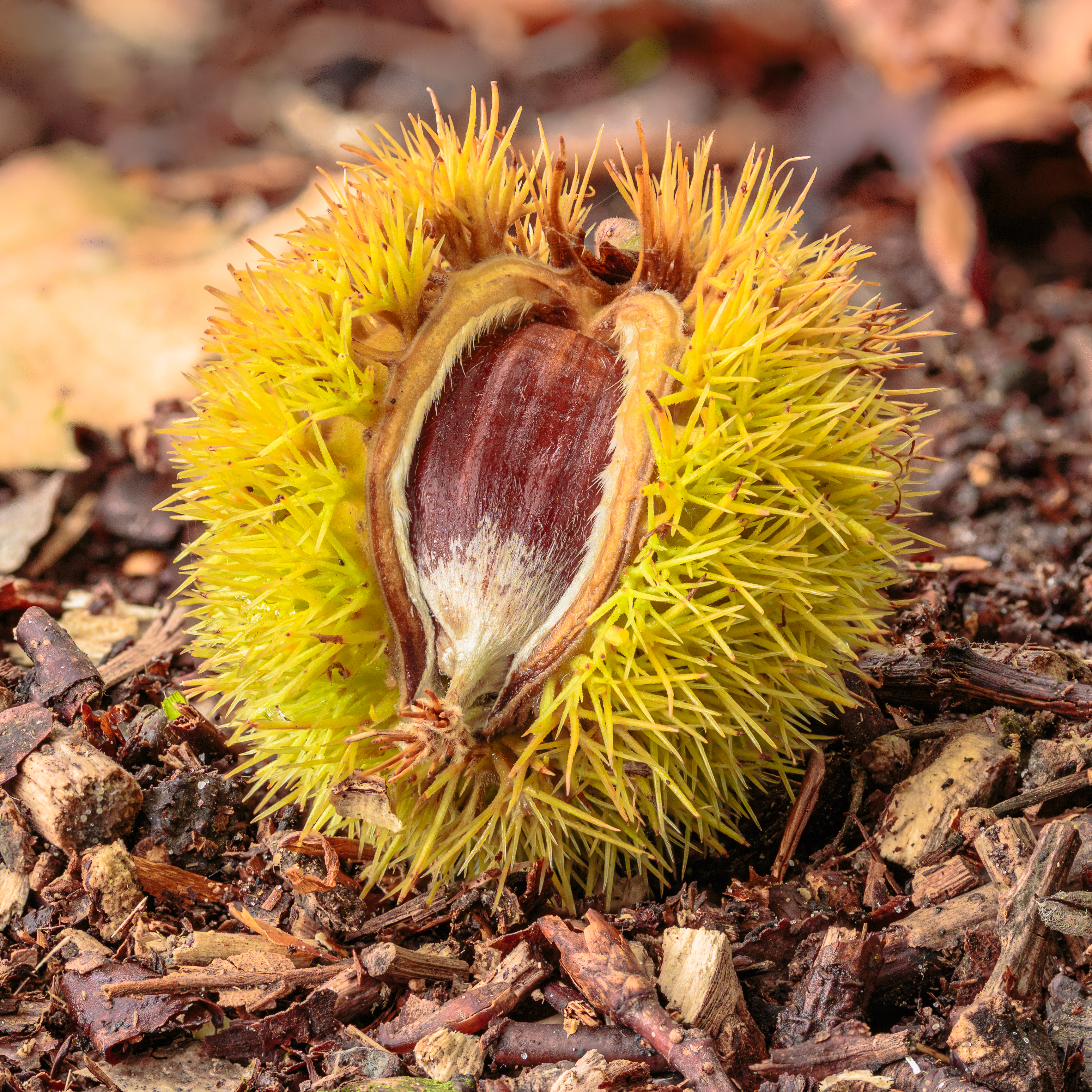
Une bogue ouverte dévoilant une châtaigne.
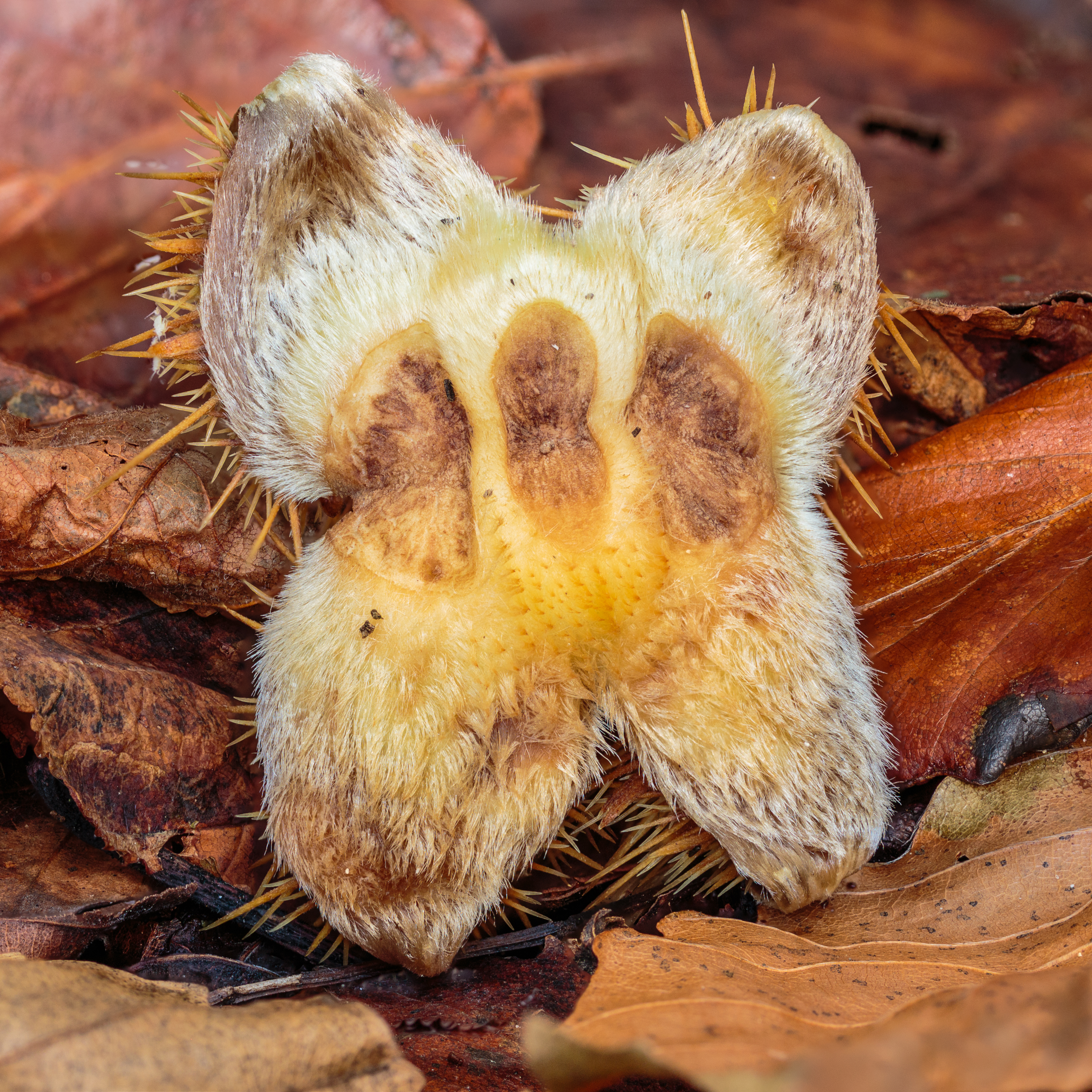
Une bogue vide de Castanea sativa trouvée dans le De Famberhorst (nl), une aire protégée en Hollande. Son diamètre est d'environ 38 mm. Celui des épines, mesuré avec un pied à coulisse, est de 0,2 mm.

Un bourgeon de Castanea sativa.
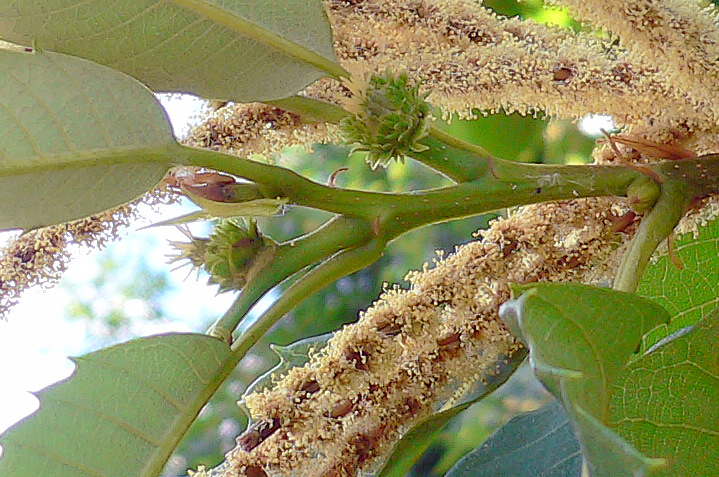
Fleurs femelles entourées de chatons mâles.
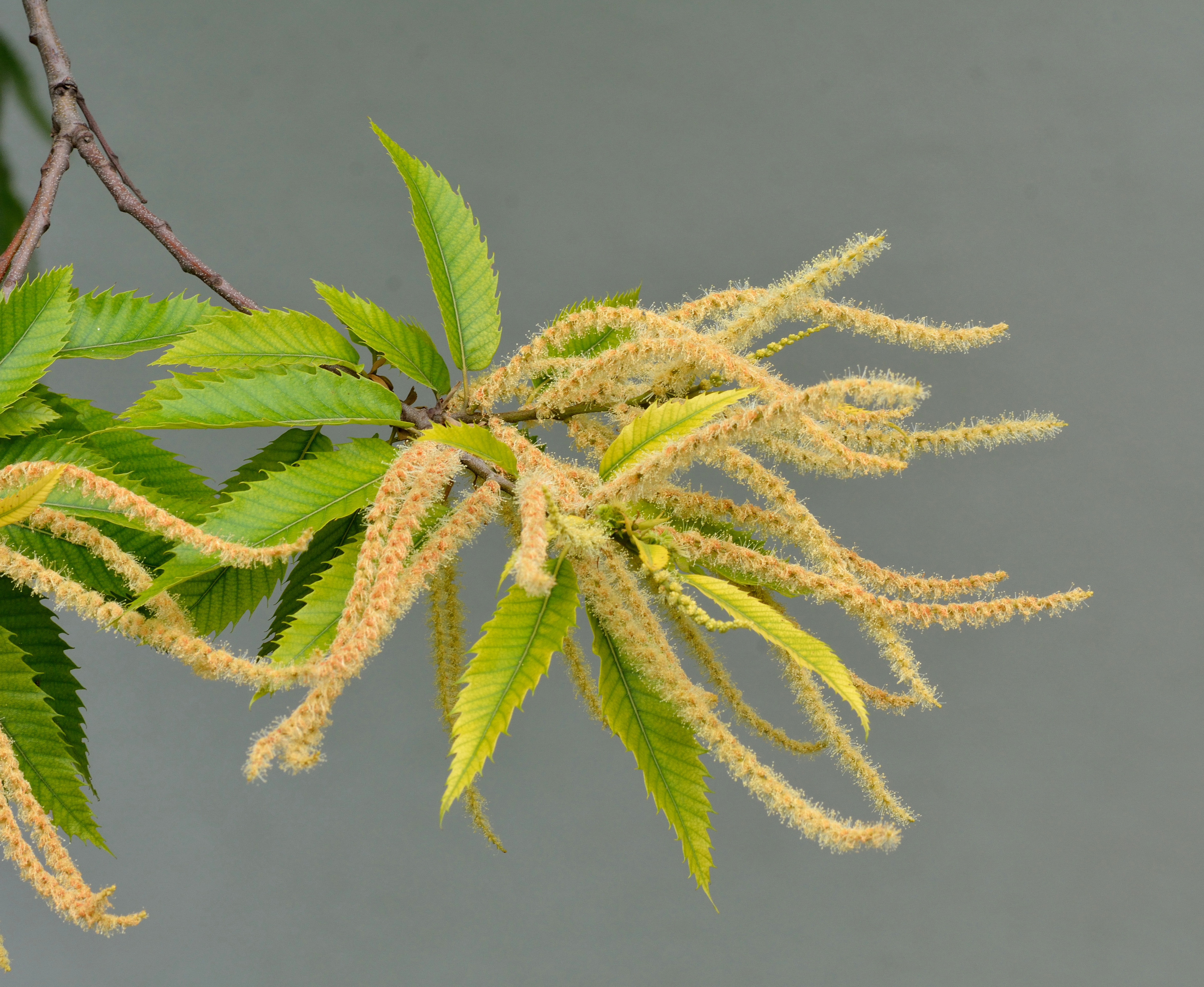
Castanea sativa en fleur.
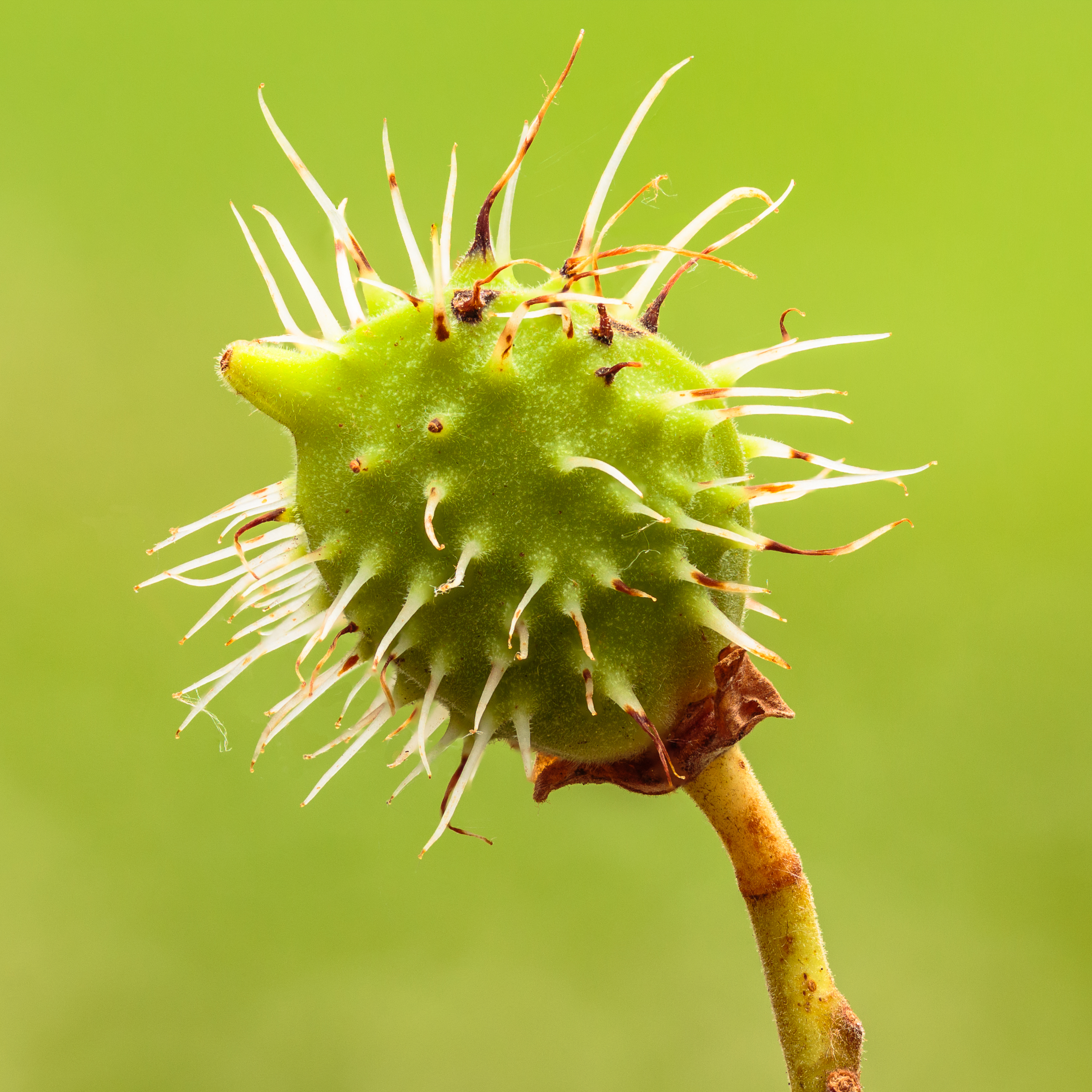
Fleurs femelles du Castanea sativa.

Il existe des variétés de châtaignier dont les fleurs mâles contiennent des étamines (variétés staminées) ou pas (astaminées). Chez les staminées, la longueur du filet est un facteur clé de la faculté pollinisatrice de la variété. On répertorie ainsi des variétés :
- astaminées : sans étamine donc sans pollen (Bouche de Bétizac)
- brachystaminées : filet des étamines de 1 à 3 mm de long, anthères ne dépassant pas le périanthe, très peu de pollen (Marron de Lyon)
- mésostaminées : filet des étamines de 3 à 5 mm de long, anthères dépassant un peu le périanthe, peu de pollen
- longistaminées : filet des étamines de 5 à 7 mm de long, anthères dépassant largement le périanthe, beaucoup de pollen (variétés sativa pures : Belle épine, Marron de Goujounac, Marron de Chevanceaux, et les hybrides : Bournette, Précoce Migoule, Maraval et Marsol). Il est à noter que le pollen des variétés pures de sativa est de meilleure qualité que celui des hybrides, raison pour laquelle on privilégie les sativa comme pollinisateurs.

## Aire de répartition

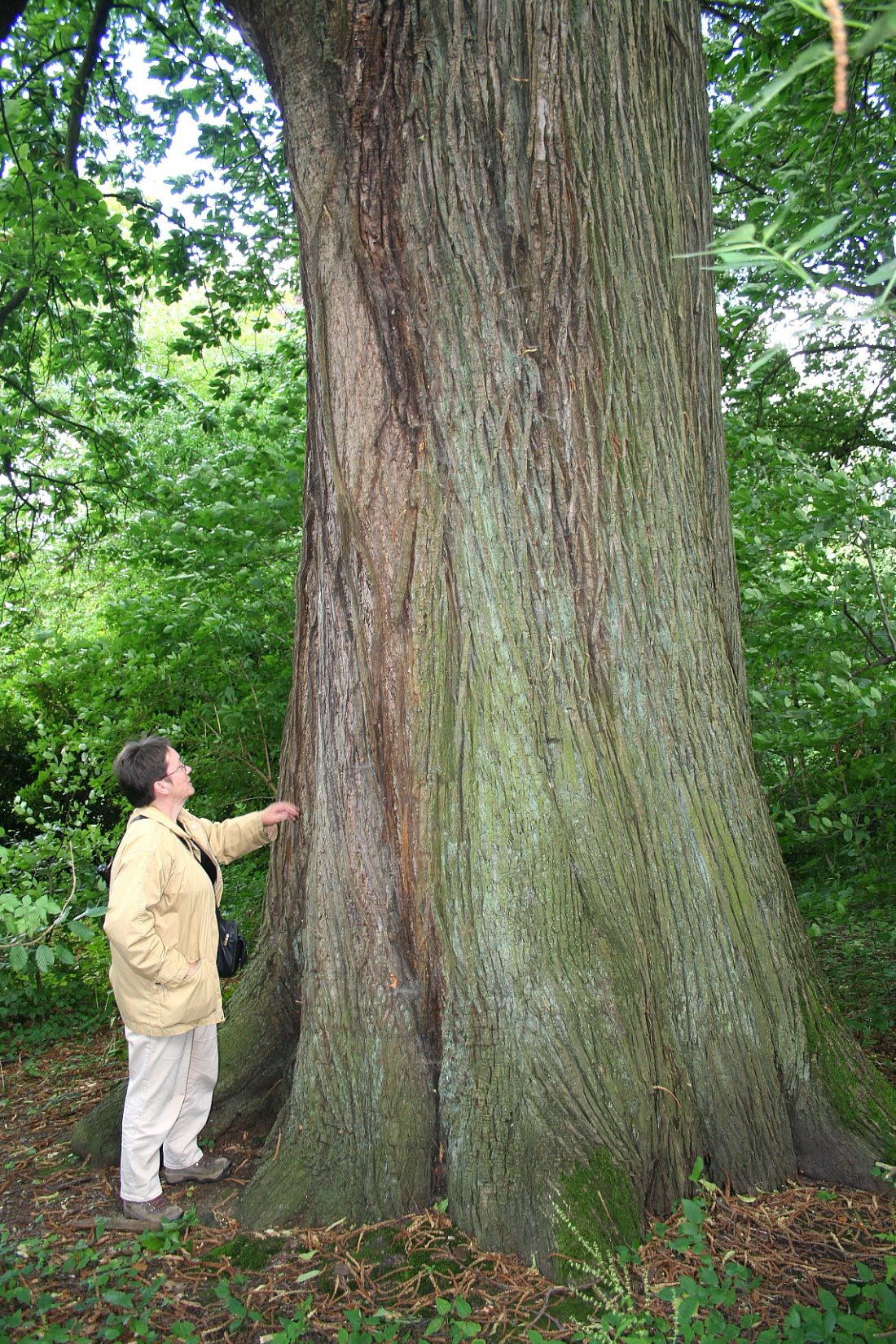
Les vieux châtaigniers peuvent atteindre des diamètres importants.

L'aire d'origine du châtaignier se situe sur les reliefs arrosés du nord de la Méditerranée : au sud des Balkans (notamment en Grèce), en Italie, en Corse, dans le sud-est de la France, mais aussi au nord-ouest de la péninsule Ibérique (nord de l'Espagne), au sud de la mer Noire en Turquie, puis vers l'est dans le Caucase, en Géorgie, Arménie, Azerbaïdjan, etc. Son aire de distribution a été fortement étendue par l'Homme en Europe méridionale et surtout en Europe occidentale, vers le nord jusqu'en Écosse, et aussi localement en Afrique du Nord.

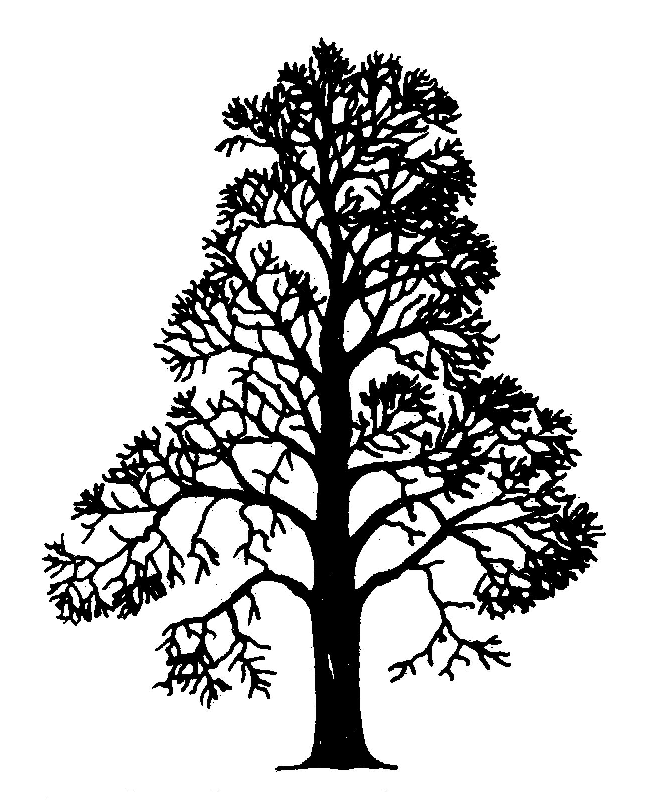
Silhouette de Castanea Sativa.

En France, le châtaignier est bien présent dans toutes les régions. Avec environ 744 000 hectares où cette essence est dominante (soit une surface semblable à celle existant dans le domaine forestier italien, mais où il est surtout cultivé en taillis), le châtaignier fait partie des arbres feuillus importants des forêts françaises. Il est plus fréquent en Languedoc-Roussillon, Midi-Pyrénées, en Corse, en Ardèche (Cévennes), dans le Limousin (dont il est un emblème, étant représenté sur le logotype du conseil régional), en Aquitaine (Dordogne, périphérie du massif landais, Double, Pays basque...), en Auvergne, dans les Alpes méridionales, dans le massif des Maures en Provence, mais aussi en Basse-Normandie, en Bretagne et en Île-de-France. Il se fait plus rare dans le Nord-Est sans être absent, surtout à cause des sols le plus souvent calcaires ou argileux qui ne lui conviennent pas. Relativement abondant dans les Vosges où on le considère comme une plante obsidionale (rapportée en temps de guerre : ici via les colis envoyés aux soldats corses du 373e RI en 1915), il s’y est installé dans les sols légers plutôt acides qu'il affectionne.
Il est assez abondant en Belgique (notamment en Flandre et dans le Hainaut), aux Pays-Bas en dehors des régions de polders, et dans les iles Britanniques jusqu'en Écosse et en Irlande. Il a été introduit en Grande-Bretagne par les Romains. Il est plus disséminé en Allemagne où il se trouve surtout à l'Ouest. Il se fait rare sous climat à influence trop continentale en Europe centrale et orientale. Il est aussi bien présent dans le sud-est de l'Europe, où il est approximativement limité au Nord par les Carpates et évite les plaines trop sèches (il est fréquent en Autriche, Slovaquie, ex-Yougoslavie, Albanie, Roumanie, etc). En Afrique du Nord (Algérie, Maroc, Tunisie) il se trouve dans les zones les plus arrosées.
Il est assez rustique face au froid hivernal mais il supporte mal les gelées tardives, car le débourrement des bourgeons au printemps est précoce, d'où sa rareté sous les climats à continentalité marquée. Il s'est donc surtout développé dans les climats doux et humides d'Europe de l'Ouest. Sous climat océanique il demande au moins 700 mm de précipitations par an pour produire convenablement, ainsi même dans le quart nord-ouest de la France il peut souffrir localement d'un climat trop sec. Du fait de ses origines para-méditerranéennes il peut supporter des sécheresses estivales, à condition que le cumul annuel des précipitations soit élevé pour que les réserves en eau du sol soient suffisantes. Dans les régions méditerranéennes il se développe surtout sur les reliefs qui reçoivent beaucoup de pluie, comme c'est le cas dans les Cévennes en France.
La répartition originelle très restreinte du châtaignier en Europe du Sud représente en réalité ses refuges remontant à la dernière période glaciaire. Cette répartition n'était pas représentative du potentiel écologique de l'espèce durant l'Holocène (période géologique et climatique actuelle, depuis la sortie de la dernière ère glaciaire). Les barrières constituées par les massifs montagneux et la concurrence avec d'autres arbres plus compétitifs comme le hêtre et les chênes ont probablement bloqué la reconquête du châtaignier vers les vastes régions favorables d'Europe plus au nord, au climat redevenu clément depuis longtemps pour cette espèce. Les châtaignes ont un faible pouvoir de dispersion, sauf lorsqu'elles sont transportées par l'homme ou d'autres animaux (zoochorie). C'est donc essentiellement l'homme qui a permis à l'espèce de reconquérir de vastes surfaces forestières en Europe durant les derniers millénaires. Selon les analyses palynologiques, il apparait en Dordogne à partir de l'âge du bronze vers 2000 av. J.-C., lorsque les activités agro-pastorales de l'homme avaient ouvert le milieu (depuis le Néolithique) et créé des milieux rudéralisés favorables à l’installation d'essences héliophiles comme le châtaignier. Bien qu'à cette époque il était encore rare et ne semble pas avoir fait l'objet d'une culture intentionnelle, il se serait plutôt répandu progressivement par le transport et le commerce des châtaignes, avec des semis occasionnels et accidentels, de proche en proche, depuis son aire d'origine plus méridionale. La culture du châtaignier en Dordogne débute surtout à l'époque romaine et s'intensifie fortement au Moyen Âge.
Le capitulaire De Villis, rédigé à l'époque de Charlemagne, incite au développement de la culture du châtaignier. Elle a connu son apogée en France aux XVIe et XVIIe siècles. Dans le Limousin, la châtaigne était la principale source de nourriture aux XVIIe et XVIIIe siècles.

## Génétique
La diversité génétique et la différenciation de six populations françaises de châtaigniers, Castanea sativa, ont été étudiées à l'aide de marqueurs isoenzymatiques. Ce travail fait suite à des études sur des populations italiennes et turques. Il montre que l'intervention humaine a réduit considérablement le nombre d'allèles par locus, par son entreprise de sélection, de propagation de l'espèce et de reboisement, ce qui rend l'espèce plus fragile notamment à l'endothia.

## Utilisation

### Le bois

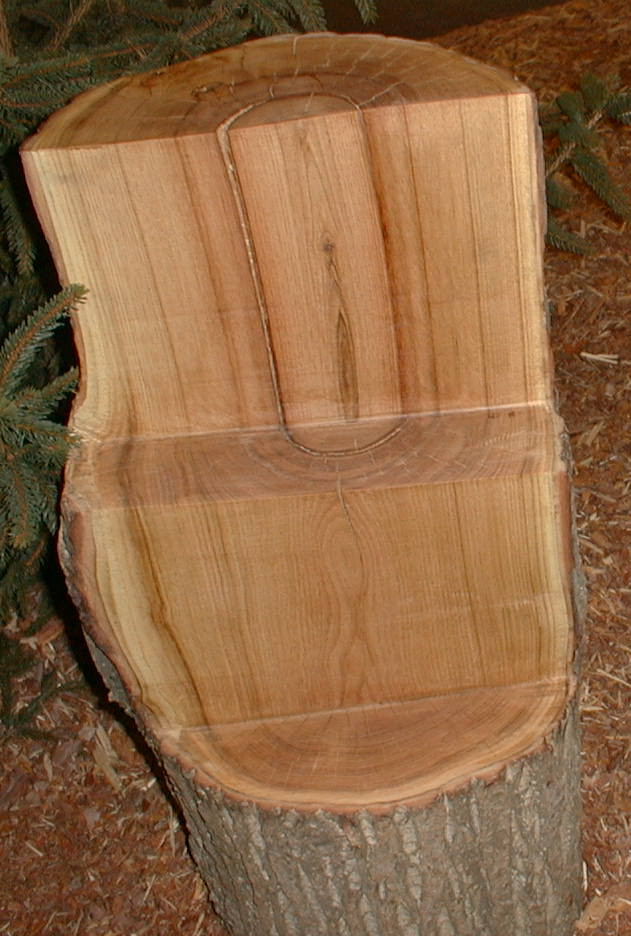
Section d'un tronc.

Le bois de châtaignier n'est pas un bois dur, contrairement à certaines idées répandues. Ses propriétés mécaniques en font un bois tendre parmi les feuillus européens courants, bien qu'il soit assez dense. Parmi ses principaux atouts, c'est un bois facile à travailler et à fendre, et son bois de cœur est très riche en tanins (plus riche que le chêne), ce qui en fait un bois durable. De plus il a une croissance rapide en taillis et sa duraminisation est précoce, aboutissant à une très faible épaisseur de l'aubier et un très bon rendement en bois de cœur qui occupe presque toute la largeur de la tige. Il est ainsi mis à contribution pour de multiples usages dans l'artisanat, la construction et l'agriculture depuis des siècles en Europe.
Ses principaux usages sont :
- dans le chauffage comme combustible ;
- dans l'agriculture comme  échalas  pour la vigne, piquet et plessage dans la construction de clôtures, etc ;
- dans la tonnellerie pour les douves (et autrefois aussi pour les cerclages)
- dans l'exploitation minière ;
- dans le bâtiment, notamment en charpente de toiture et comme élément de couverture (essente, bardeau, volige), mais il est traditionnellement moins utilisé que le chêne pour l'ossature des bâtiments ou les colombages (il est peu utilisé en grande section à cause de la roulure trop fréquente, et pour ces emplois il fut concurrencé par le chêne, abondant et plus robuste) ;

- dans l'ébénisterie ;

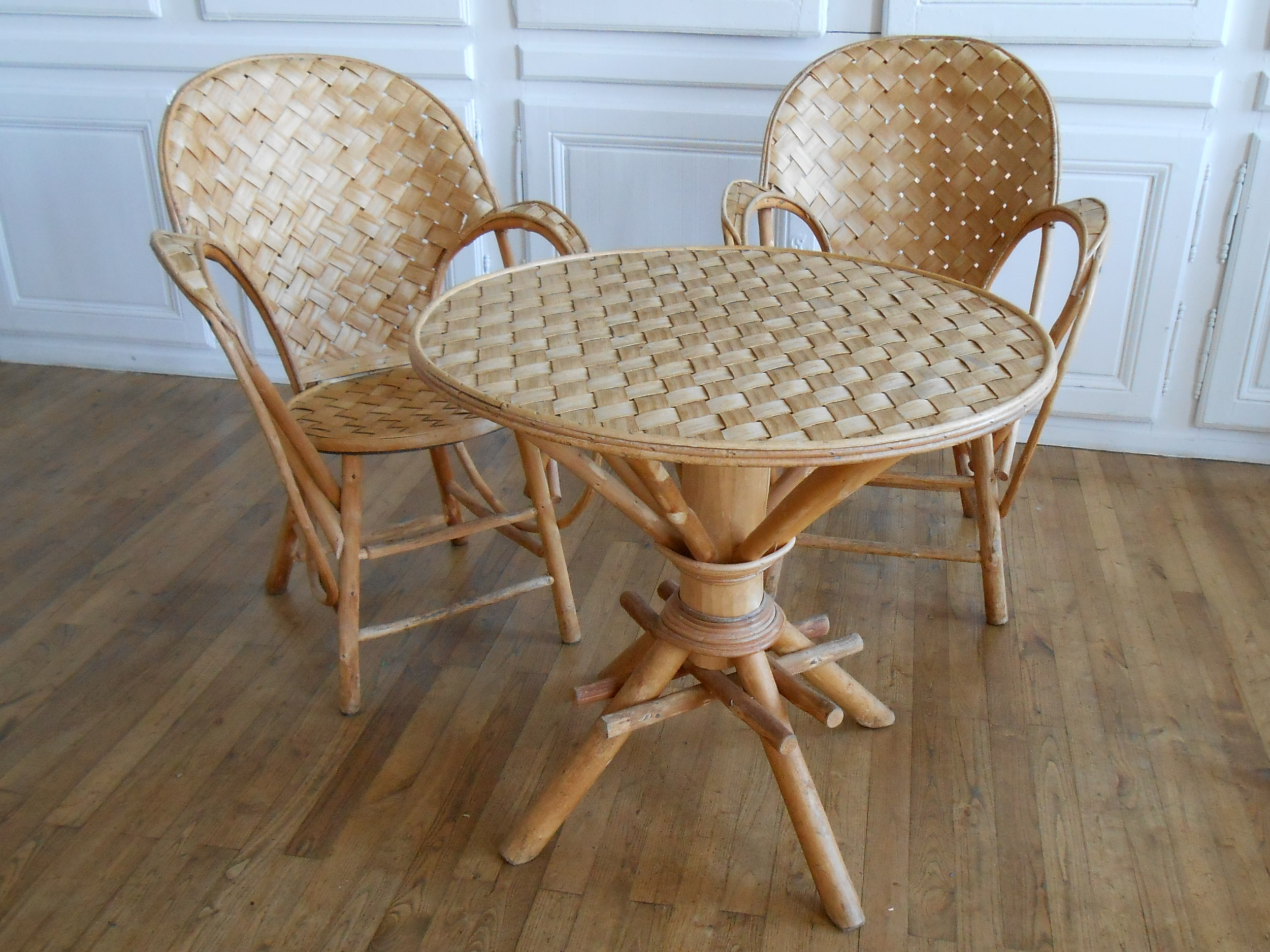
Mobilier en bois de châtaignier, typique du Pays des Feuillardiers.

- dans la menuiserie (lambris, moulures, huisserie, etc);
- pour la sculpture des petits objets comme les castagnettes, pour la vannerie (les jeunes perches sont fendues et planées pour réaliser des paniers robustes).

Repoussant facilement en cépée après la coupe, il produit des tiges régulières et faciles d'emploi : les rejetons.
On trouve en France de nombreuses charpentes de toitures très anciennes en bois de châtaignier, souvent très peu altérées, attestant la durabilité de cette essence au long des siècles. On le retrouve fréquemment dans les maisons anciennes, y compris à l'étage montagnard, où les poutres de châtaignier sont souvent d'origine. Cependant, comme pour le chêne, s'il est exposé à l'humidité, les tanins solubles dans l'eau seront lessivés, ce qui diminue fortement la durabilité du bois.
Sa haute teneur en tanin fait que les araignées ne tissent pas leur toile sur ce bois, les charpentes en châtaignier restent donc durablement assez propres.
Il a été largement exploité de 1890 à 1960 pour sa richesse en tanins (6 % dans l'écorce, 13 % dans le bois et les bogues), en particulier dans la région lyonnaise, ce qui a conduit à la destruction de vieux peuplements entiers.
C'est un bois de chauffage moyen (mi-dur, projection d'escarbilles, fumée moyennement importante).

### Alimentation

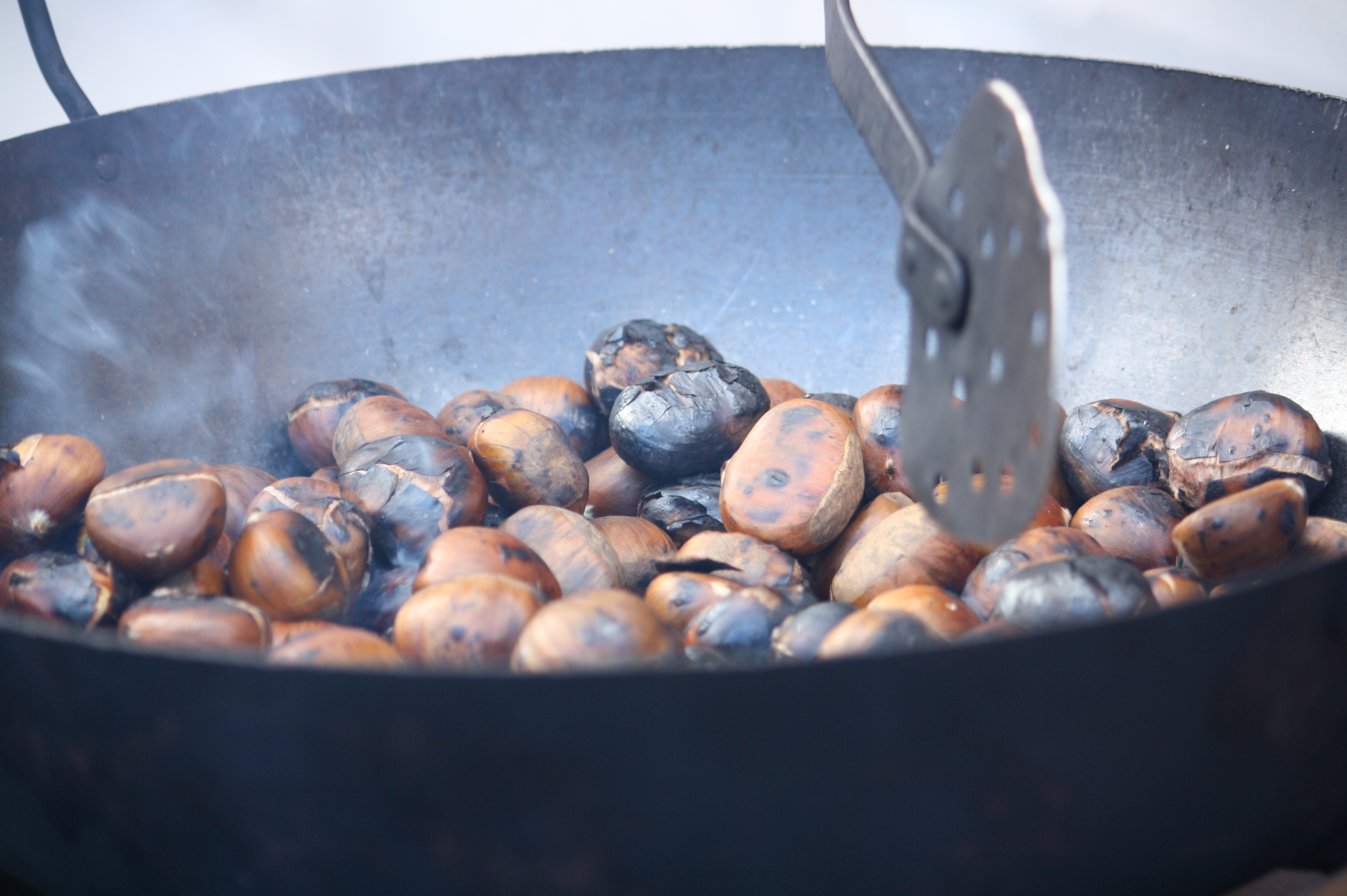
Des châtaignes grillées à Murcie.

Dans certaines régions d'Europe, le châtaignier, surnommé "le pain du pauvre", a longtemps joué un rôle prépondérant dans l'alimentation humaine.
En France, même les feuilles sont recherchées pour parfumer et emballer le fromage de chèvre comme le banon et le mothais sur feuille.
Les abeilles tirent du châtaignier un miel foncé et de goût prononcé.

## Culture

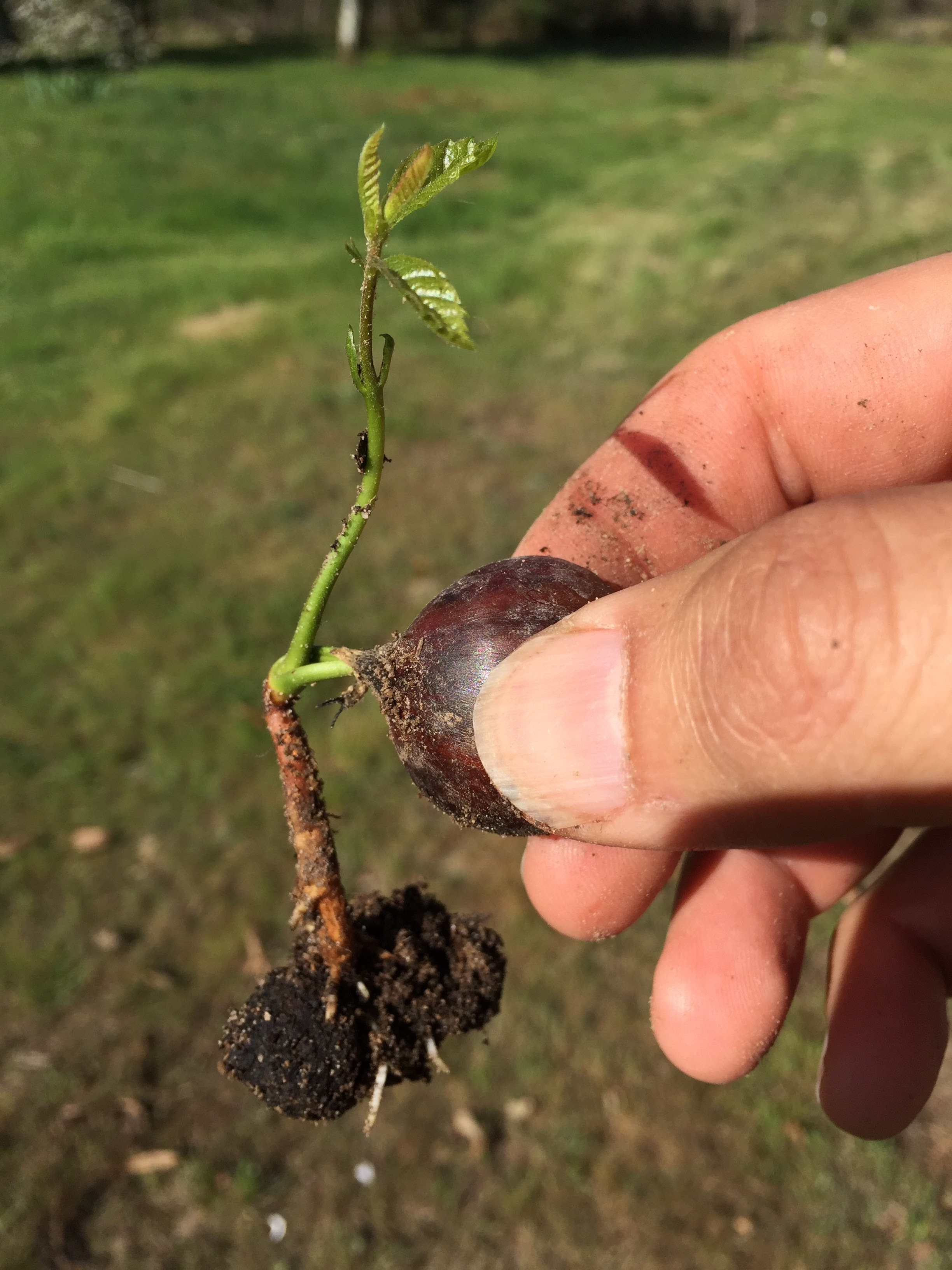
La châtaigne germe très facilement mais les arbres de verger sont greffés pour assurer une bonne production de fruits.

La castanéiculture est le nom donné par l'administration française à la production commerciale de châtaignes en verger.
Le châtaignier est une espèce :
- thermophile (il aime la chaleur). Sensible au gel de printemps, le châtaignier a besoin de chaleur en été et d'eau en septembre. Les anciens disaient : « au mois d'août, la châtaigne doit être dans un four, au mois de septembre dans un puits ». Il lui faut une pluviométrie d'au moins 700 mm/an qui peut être compensée par un système d'irrigation à défaut ;
- héliophile (il aime la lumière) ou de demi-ombre. Il tolère un léger ombrage dans le jeune âge. La croissance juvénile est rapide. Dans de bonnes conditions, l'arbre doit atteindre 8 m de haut en 12 ans (en dessous, on estime que la station n'est pas adaptée au châtaignier)[22]. Elle peut être soutenue jusqu'à 50 à 60 ans ;
- silicicole, qui aime les sols schisteux, granitiques et alluvionnaires ;
- acidophile (aime les sols acides, c'est-à-dire potentiel hydrogène allant de 4,5 à 6,5) qui, une fois établie, supporte bien la sécheresse. Il ne peut pas pousser sur sols basiques riches en calcaire sauf à tenter une greffe difficile du châtaignier sur chêne sessile[23] ;
- il exige une profondeur de sol d'au moins 50 cm[22]. Il aime les sols profonds, frais à assez sec, assez pauvres en éléments nutritifs, là où prospèrent fougère aigle, callune, chêne vert[24],[25].
- on le trouve aux étages collinéen et supraméditerranéen[25], en plaine au nord et plutôt à moyenne altitude au sud de son aire.

Le châtaignier réagit très bien à la coupe en produisant des rejets très vigoureux (d’où son traitement fréquent en régime de taillis) où il a tendance à devenir dominant et peut éliminer les autres essences. La révolution de 7 à 15 ans. Les rejets de 2 à 5 ans peuvent être utilisés en vannerie. À 7 ans, il donne des feuillards très recherchés pour cercler les barriques. De 8 à 15 ans, ils sont exploités pour donner des échalas.
Pour la production de châtaignes, les variétés sélectionnées se multiplient par greffage ou marcottage. Pour que le greffage fonctionne, il doit être pratiqué quand le porte-greffe est bien en sève soit généralement de la mi-avril à la mi-mai.
Pour une plantation de rapport deux variétés sont actuellement préconisées :
- Marigoule (en marcotte) : Arbre à grand développement, exigeant sur la qualité du sol, nécessitant la présence de pollinisateurs (1 rang sur trois de variété Marron de Goujounac, Marron de Chevanceaux ou Précoce Migoule). Ses fruits de bonne tenue tombent dans leur bogue.
- Bouche de Bétizac (à greffer sur Marsol) : Développement moindre, mise à fruits rapide, récolte précoce, exigeante sur la qualité du sol et les besoins en eau. Les fruits tombent hors de leur bogue.

La densité de plantation recommandée pour Marigoule est de 10 × 10 m ou mieux 12 × 12 m, pour Bouche de Bétizac : 8 × 8 m. Une plantation en quinconce occupera mieux l'espace qu'une plantation en carré.
L'élagage des bois morts, des bois les plus faibles et des gourmands permet d'obtenir des châtaignes de plus gros calibre.
En sylviculture, pour la production de grumes, on plante initialement 1 250 plants par hectare (4 m x 2 m). On procède ensuite à une éclaircie de 30% tous les huit ans (six si la parcelle est particulièrement riche). On obtient donc l'implantation suivante :
- 8 ans, 850 à 900 tiges/hectare,
- 16 ans, 600 arbres/hectare (4 × 4 m),
- 24 ans, 400 arbres/hectare,
- 32 ans, 200 tiges/hectare (8 × 8 m) qui seront exploitées à 45 ans. La surface terrière optimale du châtaignier se situe entre 20 et 25 m2/ha.

Si le produit de l'éclaircie n'est pas commercialisé en bois énergie ou piquets (donnant alors lieu à des frais d'éclaircies trop coûteux), on peut également éclaircir à 200 tiges/hectares dès la dixième année.
En France, des subventions agricoles facilitant la plantation de châtaigneraies peuvent être obtenues auprès de FranceAgriMer.

### Ennemis du châtaignier
- maladies : deux maladies constituent un réel problème et ont entraîné le déclin de l'arbre au XXe siècle:
  - la maladie de l'encre (Phytophthora cinnamomi ou P. cambivora),
  - le chancre de l'écorce (Nectria ou Cryphonectria parasitica).
- ravageurs :
  - le xylébore disparate attaque le bois ;
  - le carpocapse des châtaignes et le Balanin des châtaignes font des dégâts sur les fruits ;
  - le cynips du châtaignier, nouveau ravageur apparu en Italie (probablement introduit avec l'importation de plants venus de Chine) il y a quelques années et qui a été repéré en France en 2005. Il provoque la formation de galles au niveau des bourgeons et il est responsable d'une chute importante de production. Il menace l'existence des variétés traditionnelles en France.

### Variétés

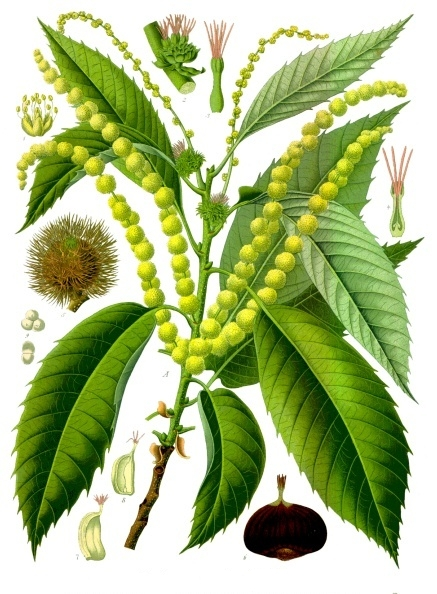
Éléments du châtaignier dans Koehler's Medicinal-Plants.

Il existe de très nombreuses variétés anciennes et modernes. Certaines variétés sont issues de l'hybridation, naturelle ou artificielle, entre deux espèces : le châtaignier européen (Castanea sativa) et le châtaignier du Japon (Castanea crenata). Elles sont généralement plus tolérantes (mais pas résistantes) au chancre et à la maladie de l'encre que les variétés indigènes.
- Affichade
- Aguyane : cette variété donne des châtaignes de forme triangulaire très savoureuses.
- Auvergnate
- Barbude
- Belle épine (CA 114)
- Bergeade
- Bon arbre
- Bouche de Bétizac  (CA 125) : cette variété hybride donne des châtaignes très grosses mais sans grande saveur. C'est une variété de plus en plus présente sur le marché en raison de sa productivité très importante.
- Bouche rouge (CA 102)
- Bournette (CA 112) ou pourette
- Bourrue
- Cabride
- Clarispine
- Comballe (CA 456) ou comballe
- Coutinelle
- Dauphine ou dauphinenque
- Embournière ou Pialouset l'embounenque
- Figarette (Cévennes)
- Fourcade
- Gascaise
- Gène longue, genelongue ou beaumelenque
- Insitina : variété corse de la micro-région d'Evisa.
- Maraval (CA 74)
- Maridonne (CA 124)
- Marigoule (CA 15)
- Marisard
- Marlhac (CA 118)
- Marron de Chevanceaux (CA 146)
- Marron dauphine
- Marron de Goujounac (CA 500)
- Marron de Lyon (CA 111)
- Marron d'Olargues (CA 108)
- Marsol (CA 07)
- Mene d'abric
- Michalenque
- Montagne
- Moundico
- Negrette
- Nouzillard
- Pellegrine (Cévennes)
- Percillaude (région de Redon en Bretagne)
- Perejonte ou Peirijonte
- Peroyrese
- Peyrouvaise
- Platete
- Pourtaloune
- Première des Vans
- Premierench
- Précoce des Vans
- Précoce Migoule (CA 48)
- Précoce soulage
- Rabiyraise
- Ravayraise
- Rampounelle
- Rossel
- Rousse de Saint-Léonard  ou Rousso (est de la Haute-Vienne)
- Sardonne
- Tuscon
- Verte ou Varto (région de Rochechouart en Haute-Vienne / Charente Limousine)

## Croyances traditionnelles
"Castanea autem cum sale trita, et postea cum melle temperata, valere dicitur contra, morsum anguium et rabidi canis." Selon Saint Albert le Grand, la châtaigne mélangée à du sel et cuite ensuite avec du miel est bonne contre les morsures de serpent et la rage. L'infusion de feuilles de châtaignier soignerait coqueluche, bronchites et toux (la substance  contenue dans les feuilles riches en tanin a une action sédative sur la respiration), mais aussi gorge (gargarisme), diarrhées, rhumatismes et douleurs du dos. Feuilles et écorce soigneraient aussi les hémorragies (John Brickell, 1735) ainsi que la dysenterie.

## Parents proches du châtaignier commun
- Le châtaignier du Japon (Castanea crenata Siebold et Zucc.)
- Le châtaignier de Chine (ou châtaignier de Ducloux) (Castanea mollissima Blume)
- Le châtaignier d'Amérique (Castanea dentata Borkh.)
- Le châtaignier chinkapin d'Allegheny (Castanea pumila Mich. et Mill.)

Certains arbres ayant dans leur dénomination courante le nom de châtaignier n'ont en réalité aucun rapport avec la famille des Fagacées : châtaignier du Brésil, châtaignier des Antilles, châtaignier de Guyane, châtaignier de Malabar, châtaignier de Tahiti, entre autres. Les Européens leur ont donné ce nom par analogie de l'usage de leurs fruits féculents.

## Légendes
Gardien de la porte de l'hiver.
Au temps des celtes, le châtaignier, au large tronc et aux raines puissantes, était considéré comme le gardien de la porte de l’année nouvelle, de l'hiver où rien ne pousse. Les châtaignes nourrissaient hommes et bêtes pendant tout le temps où la nature était morte. Et de nos jours pendant toute la période entre Noël et nouvel An, les marrons se mêlent aux pommes pour farcir oie ou dinde de fête.

## Divers
- Châtaigniers remarquables :

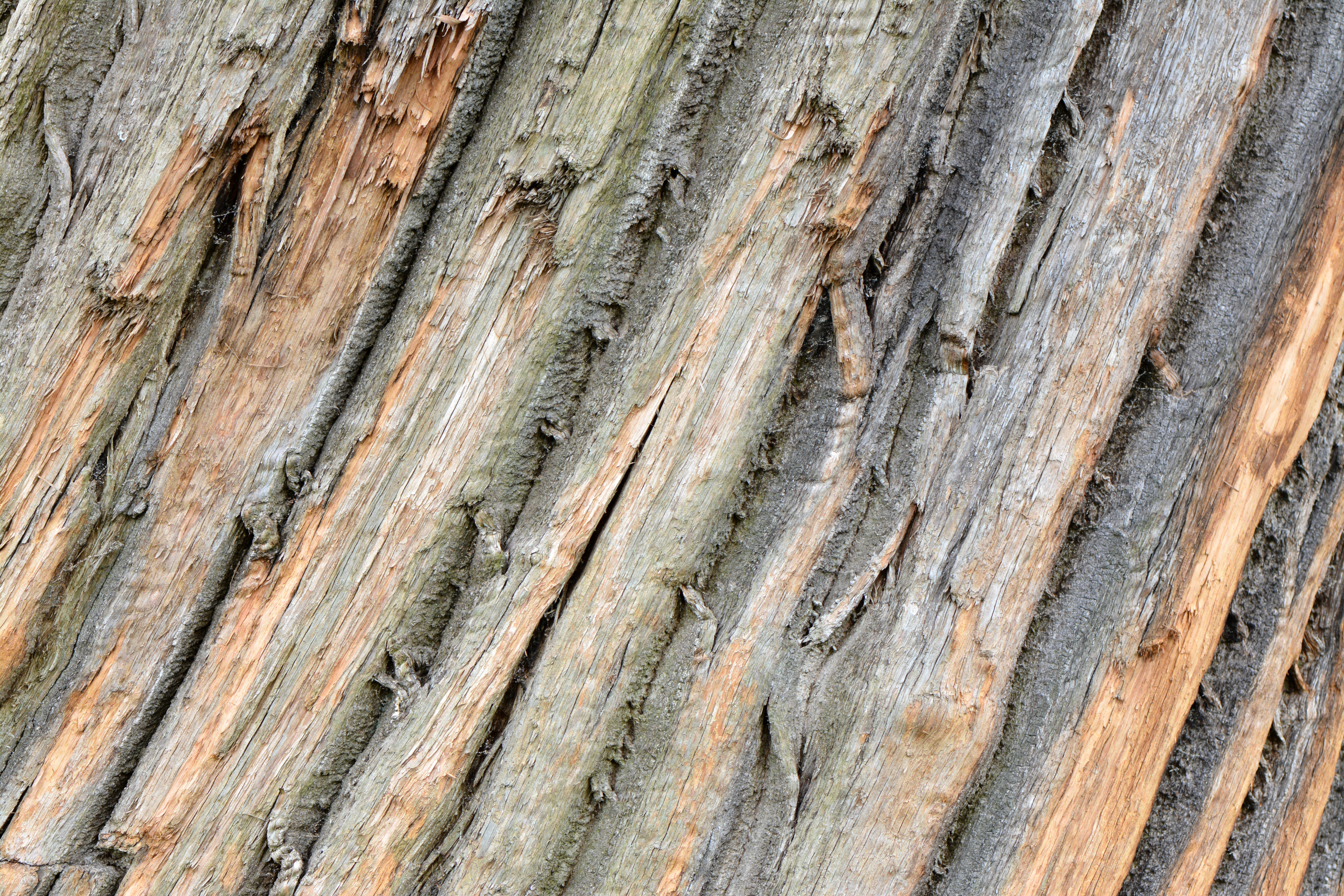
Chataignier multiséculaire du parc de Burghley House ; l'écorce d'abord lisse prend un relief très marqué avec l'âge.

  - La longévité de châtaignier est très grande, le châtaignier des cent chevaux[32] situé sur la commune de Sant'Alfio en Sicile (sur les pentes de l'Etna) atteindrait un âge estimé entre 2 000 et 4 000 ans…[réf. nécessaire]
  - Le châtaignier du château de Blaasveld (7,40 m en 1977) en Belgique
  - Le châtaignier tri-centenaire de Momalle (6,30 m à 1,50 m du sol en 2008) en Belgique
- Le musée de la châtaigneraie, situé à Joyeuse dans le département de l'Ardèche, permet la découverte de la culture de l'arbre le plus important économiquement du département. Il présente une collection d'outils anciens, d'objets usuels et de mobilier. En complément, il propose le sentier du châtaignier.
- La maison du châtaignier, située à Châlus, dans la Châtaigneraie Limousine, est un espace muséographique interactif entièrement consacré au châtaignier, à ses possibilités ainsi que celles de la châtaigne, et qui présente l'activité et la production du métier de feuillardier.
- La maison du châtaignier, à Saint-Pierreville, dans le nord de l'Ardèche, retrace également l'histoire locale de la castanéïculture, au travers d'objets, de pièces d'archives et de documents sonores.
- L'association Aveyron Conservatoire Régional du Châtaignier (ACRC), travaille à la sauvegarde, à l'étude et à la conservation des variétés anciennes de châtaignes en Aveyron. Également, cette association travaille au transfert de la compétence aveyronnaise dans les autres départements de Midi-Pyrénées, afin de favoriser une connaissance partagée du patrimoine castanéïcole régional. En Aveyron, les variétés sont aujourd'hui connues (70 au total) et sont conservées en verger conservatoire. De plus un deuxième combat est mené au sein de cette association: la conservation in situ (sur leurs terroirs d'"origines") des variétés. Pour cela deux travaux majeurs sont aujourd’hui portés : la rénovation des vergers anciens par élagage sévère et la remise en production des vergers à travers l’usage agricole. Sont étudiées de fait les opportunités de remise en production des vergers (rénovation), de récoltes (mutualisation d’outils de récoltes), de transformation (étude pour l’amélioration des conditions de travail des unités de transformation par l’acquisition d’équipements performants.).
- L'odeur particulière des fleurs des châtaigniers est le thème d'une courte nouvelle du Marquis de Sade intitulée La Fleur de châtaignier[33].